# Nová Dubnica
Nová Dubnica je město na Slovensku ležící v Trenčínském kraji. Žije zde přibližně 10 tisíc obyvatel.

## Historie
S vlastní stavbou města se začalo v roce 1951 pod názvem "Vorošilovo" na počest sovětského maršála Klimenta Jefremoviče Vorošilova (https://www.vtedy.sk/vorosilovo-nova-dubnica-mesto-socializmu). Město mělo být původně jen sídlištěm pro dělníky pracující ve významné zbrojovce v Dubnici nad Váhom. Bylo umístěné pět kilometrů od zbrojovky pro případ bombardování během války. 
Samotný projekt města navrhl architekt Jiří Kroha v duchu utopického socialismu Charlese Fouriera a socialistického realismu a byl  realizován jako jediný svého druhu v Československu , byť jen jedné třetiny. Nové části totiž nenavazují svým řešením na Krohův projekt. Jde už jen o typickou panelákovou výstavbu. Do města se vstupuje z boku, protože podle návrhu měl byt vstup řešený novou hlavní cestou od Dubnice nad Váhom ústící na Mírovém náměstí, která ale nebyla vůbec postavena.
Centrum města je (podle Krohy) prakticky rozděleno na pět samostatných celků: Mírové náměstí, Sad kpt. Nálepky, Sady Cyrila a Metoděje, Komenského a Pribinovy sady. Tyto sady vypadají, díky velkému množství zeleně, jako uzavřené dvory připomínající menší parky. Samostatnou obcí se „sídliště“ stalo 1. ledna 1957 a dostalo svůj název – Nová Dubnica.

## Zajímavosti
Pro pořádání kulturních akcí slouží kino Panorex, které bylo prvním panoramatickým kinem na Slovensku.

## Partnerské města
- Červený Kameň, Slovensko, 2007
- Pruské, Slovensko, 2007
- San Daniele del Friuli, Itálie, 2007
- Slavičín, Česko, 2007
- Dubna, Rusko, 2011
- Cheb, Česko, 2020